# Agama doriae
Agama doriae är en ödleart som beskrevs av  George Albert Boulenger 1885. Agama doriae ingår i släktet Agama och familjen agamer.
Arten förekommer i centrala Afrika från Ghana till Eritrea. Honor lägger ägg.

## Underarter
Arten delas in i följande underarter:
- A. d. benuensis
- A. d. doriae